# Agnes Straub
Agnes Straub (2 de abril de 1890 – 8 de julio de 1941) fue una actriz alemana.

## Biografía
Su nombre completo era Agnes Josephine Straub, y nació en Múnich, Alemania. Agnes Straub actuó por vez primera en un escenario al aire libre en Dachau a los trece años de edad. Luego tomó lecciones de actuación, y a los 18 años obtuvo su primer compromiso como Sappho en el drama del mismo título de Franz Grillparzer. A ello siguieron actuaciones en teatros de Bonn, Koenigsberg, Viena y Berlín.
En Berlín se convirtió con rapidez en una estrella teatral, a la altura de Elisabeth Bergner y Grete Mosheim. En la capital actuó en el Preußisches Staatstheater (con Leopold Jessner), el Theater am Schiffbauerdamm, el Volksbühne, el Deutsches Theater, el Teatro Schiller, el Rose Theater y el Kleines Theater. 
A partir de 1925 trabajó principalmente con el actor y director de origen judío Leo Reuss. A fin de poder proteger a Reuss, la actriz fundó el Agnes-Straub-Theater a principios de los años 1930, formando también la compañía de teatro Agnes-Straub-Ensemble, con la que trabajaron en diferentes locales en lengua alemana. A causa de un escándalo teatral ocurrido en la actual ciudad polaca de Szczecin, a Reuss se le prohibió trabajar en Alemania, por lo que hubo de emigrar. Tres años más tarde, Agnes Straub sufrió un grave accidente de tráfico que acabó súbitamente con su carrera artística. La actriz falleció finalmente en 1941 en Charlottenburg, Berlín, a causa de sus secuelas.

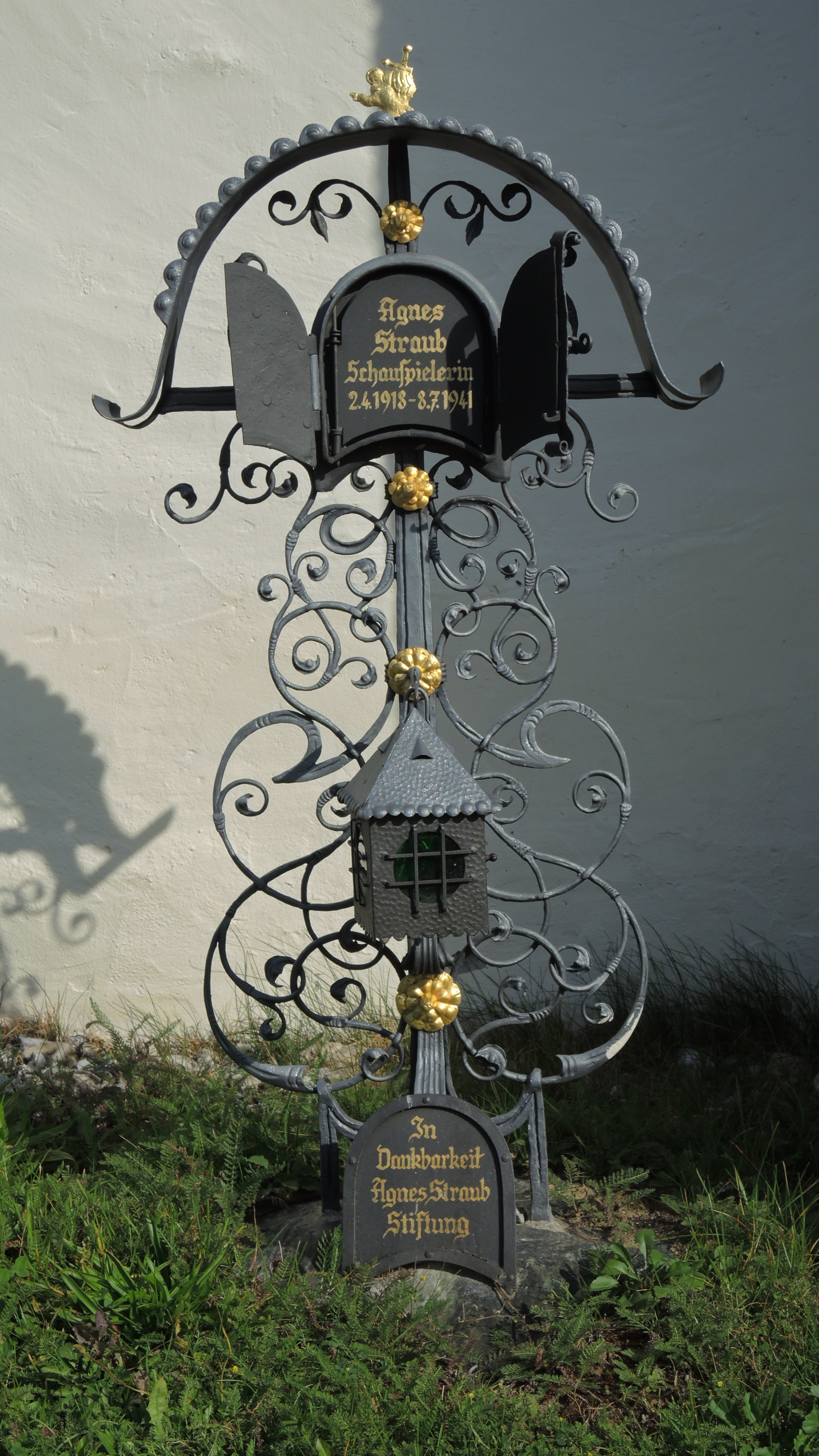
Tumba en la iglesia de San Georg en Bruck an der Großglocknerstraße

Fue enterrada en el cementerio de la iglesia St. Georg en Bruck an der Großglocknerstraße, Austria.
Su patrimonio escrito se conserva en el Archivo de la Academia de las Artes de Berlín.

## Teatro (selección)
- Sappho, de Franz Grillparzer
- Kabale und Liebe, de Friedrich Schiller
- Medea, de Franz Grillparzer
- Hedda Gabler, de Henrik Ibsen
- "Die Neuberin", de Günter Weisenborn

## Filmografía
- 1919 : Die Himmelskönigin
- 1919 : Die Siebzehnjährigen
- 1919 : Die Teufelskirche
- 1920 : Um der Liebe willen
- 1920 : Der Richter von Zalamea
- 1920 : Der Schädel der Pharaonentöchter
- 1921 : Der Roman der Christine von Herre
- 1921 : Am roten Kliff
- 1921 : Aus dem Schwarzbuch eines Polizeikommissars 2. Teil
- 1922 : Der Graf von Essex
- 1922 : Der falsche Dimitry
- 1922 : Fridericus-Rex-Filme
- 1923 : Fridericus Rex 4. Teil
- 1923 : Zwischen Abend und Morgen
- 1924 : Der Weg zu Gott
- 1923 : Wilhelm Tell
- 1925 : Das Haus der Lüge
- 1927 : Primanerliebe
- 1930 : Alraune
- 1933 : S.A. Mann Brand
- 1934 : Die vier Musketiere
- 1937 : Weiße Sklaven
- 1937 : Fridericus
- 1937 : Die Warschauer Zitadelle
- 1938 : Nanu, Sie kennen Korff noch nicht?